# 高村めぐみ
高村 めぐみ（たかむら めぐみ、1969年11月2日 - ）は、日本の女性声優、舞台女優、マジックアシスタント。元お笑い芸人。東京都出身。

## 人物
以前は石井光三オフィスに所属していた。「風流三昧」（ふうりゅうざんまい）という女性3人組のお笑いユニットを組んでいた。なお1人脱退したあとは「パーティーカラーズ」というユニットを組んでいた。
「風流三昧」、「パーティーカラーズ」の活動期間は約十年。おジャ魔女どれみや夢のクレヨン王国をやっている時期と被っている。
当時は芝居をしており、偶々舞台で知り合った人物と、「劇団みたいなのを作って、芝居っぽいことやらない？」と話になったという。
当時所属していた事務所の先輩だったピンクの電話の2人が声優のとして活動していたこともあり、マネージャーが声優のオーディションを取ってきてくれて、合格し、テレビアニメ『夢のクレヨン王国』で声優としての活動を始める。
AV女優の高村めぐみと父親から勘違いされたことがある。また婚活作家の同姓同名の人物とも別人である。
お酒を飲むため、自身のブログに本人いわく恥ずかしいことを書いてしまったことがある。現在はお酒を控えている。
「おジャ魔女どれみ」終了後は声優、マジシャンのアシスタント等幅広く活躍。また2013年のインタビューでは芸能活動を続けたいと思っている。

特技は速読、華道、歌、ダンス。
歌を得意としてあげているが、「夢のクレヨン王国」ではキャーベッタが歌うシーンがあるが、別の声優が歌っており「夢のクレヨン王国30話より」、「おジャ魔女どれみ」では、ララは主要キャラなのに対してキャラソンがなく、むしろ「おジャ魔女どれみナ・イ・ショ」では、音痴な歌を歌うことになる。「おジャ魔女どれみナ・イ・ショ5話より」

## 出演作品
太字はメインキャラクター。

### テレビアニメ
- おジャ魔女どれみシリーズ（ララ、ミミちゃん、主婦A）
- 金色のガッシュベル!!（女）
- ひみつのアッコちゃん（第3作）（新人バスガイド）
- 夢のクレヨン王国（キャーベッタ、シルバー号、水色大臣）

### 劇場アニメ
- おジャ魔女どれみ♯（2000年、ララ）
- 魔女見習いをさがして（2020年、秘書）

### ゲーム
- おジャ魔女どれみドッカ〜ン!にじいろパラダイス（ララ）

### ドラマCD
- おジャ魔女どれみシリーズ（ララ） 
  - おジャ魔女CDくらぶ その3 おジャ魔女ハッピッピドラマシアター
  - MAHO堂CDコレクション その2 すくりーんテーマ&しーくれっと すと〜り〜
  - MAHO堂CDコレクション ソロ 各シリーズ
  - おジャ魔女ドッカ〜ン!CDくらぶ その7 おジャ魔女ドッカ〜ン!ドラマシアター
  - 小説『おジャ魔女どれみ17』特典ドラマCD

劇団
・劇団うわの空
・水の中のホームベース